# Oranga Tamariki—Ministry for Children
Das Oranga Tamariki—Ministry for Children, in Maori Oranga Tamariki, ist ein Ministerium und Public Service Department (Behörde des öffentlichen Dienstes) in Neuseeland, das für das Wohlergehen der Kinder und Jugendlichen im Lande zuständig ist.

## Geschichte
Der Vorläufer des Ministeriums war das Department of Child, Youth and Family Services (CYFS), das 1999 gegründet wurde und aus dem Children and Young Persons Service (CYPS) hervorging. Im April 2017 musste das Department dem neu gegründeten Ministry for Vulnerable Children, Oranga Tamariki weichen. Gesetzesgrundlage war seinerzeit der Oranga Tamariki Act 1989 und der Children’s and Young People’s Well-being Act 1989, die beide am 27. Mai 1989 verabschiedet wurden und zunächst das Kindeswohl durch das Ministry of Health (Gesundheitsministerium) gesichert haben wollte. Das Gesetz ist in seiner aktualisiert Form mit dem Stand von 14. Juli 2017 noch heute gültig.
Bis 2016 wurden jedes Jahr rund 60.000 Kinder dem Department gemeldet. Von ihnen waren rund 4900 Kinder in spezieller Betreuung. Doch mit der Umgestaltung und Umbenennung der Behörde versuchte die Regierung der National Party unter Bill English die Zahl der Kinder, die betreut wurden, von 5453 im Jahr 2017 auf einige Hundert zu senken.
Mit dem Regierungswechsel zur Labour Party unter der Premierministerin Jacinda Ardern wurde das Ministerium neu organisiert und in Oranga Tamariki—Ministry for Children umbenannt. Deren Untersuchungen förderten ans Licht, das im Zeitraum von April 2017 bis März 2018 insgesamt 13.966 Fälle von Kindesmisshandlungen aufgetreten sind, worauf die Sicherung des Kindeswohl zu einem Schwerpunkt der Regierung erklärt wurde.